# Kurt Adolff
Kurt Adolff (Stuttgart, 5 november 1921 - 24 januari 2012) was een Duits Formule 1-coureur. Hij debuteerde in de Duitse Grand Prix in 1953 in een Ferrari 166 voor het Ecurie Espadon Team. Dit was ook zijn enige race. Hij reed maar een paar ronden.